# Chuck Hiller
Pour les articles homonymes, voir Hiller.
Charles Joseph Hiller, né le 1er octobre 1934 à Johnsburg (Illinois) et mort le 20 octobre 2004 à St. Pete Beach (Floride), est un joueur de baseball américain, qui fut Joueur de deuxième but en Ligue majeure de baseball.

## Biographie
Il suit ses études éuniversitaires à l'Université de Saint Thomas avant de rejoindre les San Francisco Giants. 
Il frappe son premier grand chelem en Ligue nationale aux World Series en 1962 contre les New York Yankees.
Il fut plus tard instructeur et conseiller des Mets, à partir de 1979. Hiller est mort à l'âge de 70 ans à St. Pete Beach, en Floride.